# Sachsenhausen (Francoforte sul Meno)

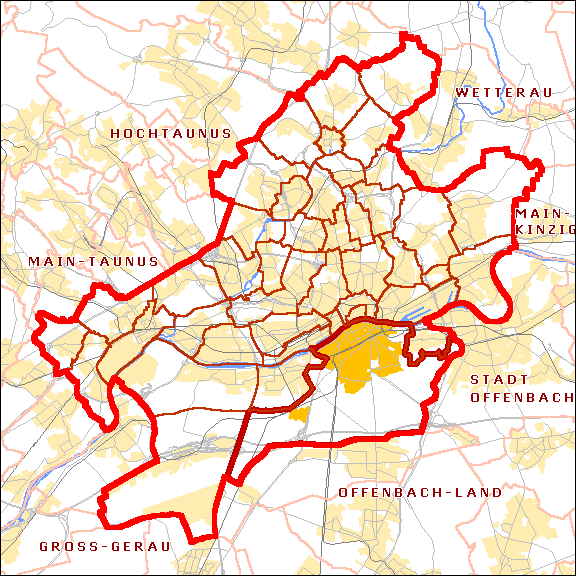
Mappa di localizzazione

Sachsenhausen è un distretto di Francoforte sul Meno di 55 422 abitanti. Con i suoi 59,2 km² è il più grande fra i distretti cittadini.

## Geografia
È diviso in due quartieri, quali Sachsenhausen-Nord e Sachsenhausen-Süd. Si trova sulla riva sud del fiume Meno, esattamente dalla parte opposta rispetto al centro storico.